# Agence France nucléaire international
L’ agence France nucléaire international (AFNI) est un ancien service interne du commissariat à l'Énergie atomique (CEA), en France. Créée en 2008, elle avait alors pour vocation d'aider les États étrangers souhaitant développer une filière nucléaire civile. Par décret du 18 avril 2019, cette agence est supprimée « afin de simplifier la structure et la lisibilité de l'accompagnement institutionnel français dans l'énergie nucléaire auprès des partenaires internationaux ». 

## Missions
Créé par décret du 9 mai 2008, cet organisme a pour missions d’aider les états étrangers qui souhaitent s'engager dans la filière nucléaire civile et avec lesquels il existe un accord de coopération bilatérale à préparer l’environnement institutionnel, humain et technique nécessaire à la mise en place de cette filière dans des conditions de sûreté, de sécurité et de non-prolifération,. 
L'action de l’AFNI se situent en aval des négociations gouvernementales et après qu'un accord de coopération ait été établi et défini le cadre de son action. L'agence intervient dans les phases préparatoires de diagnostic, de conseil et de formation. Puis peuvent intervenir des études de faisabilité avec la mise en place d’une équipe de projet  française travaillant avec son homologue
du pays concerné. L'objet est de mettre en place les bases pour le passage ensuite au stade industriel. 

## Organisation administrative
L’agence France Nucléaire International est un service du commissariat à l'Énergie atomique doté d'une autonomie administrative et budgétaire.
Elle est placée sous l’autorité d'un directeur nommé par les ministres chargés de l’Énergie et des Affaires étrangères. Le contrôle de l’État s’exercera par l’intermédiaire d’un comité d’orientation composé de hauts fonctionnaires et de deux personnalités qualifiées. 